# Manhusch
Manhusch (ukrainisch Мангуш; russisch Мангуш Mangusch) ist eine Siedlung städtischen Typs im Osten der Ukraine in der Oblast Donezk mit 8000 Einwohnern (2016). Die Ortschaft war bis Juli 2020 der Verwaltungssitz des Rajons Manhusch.

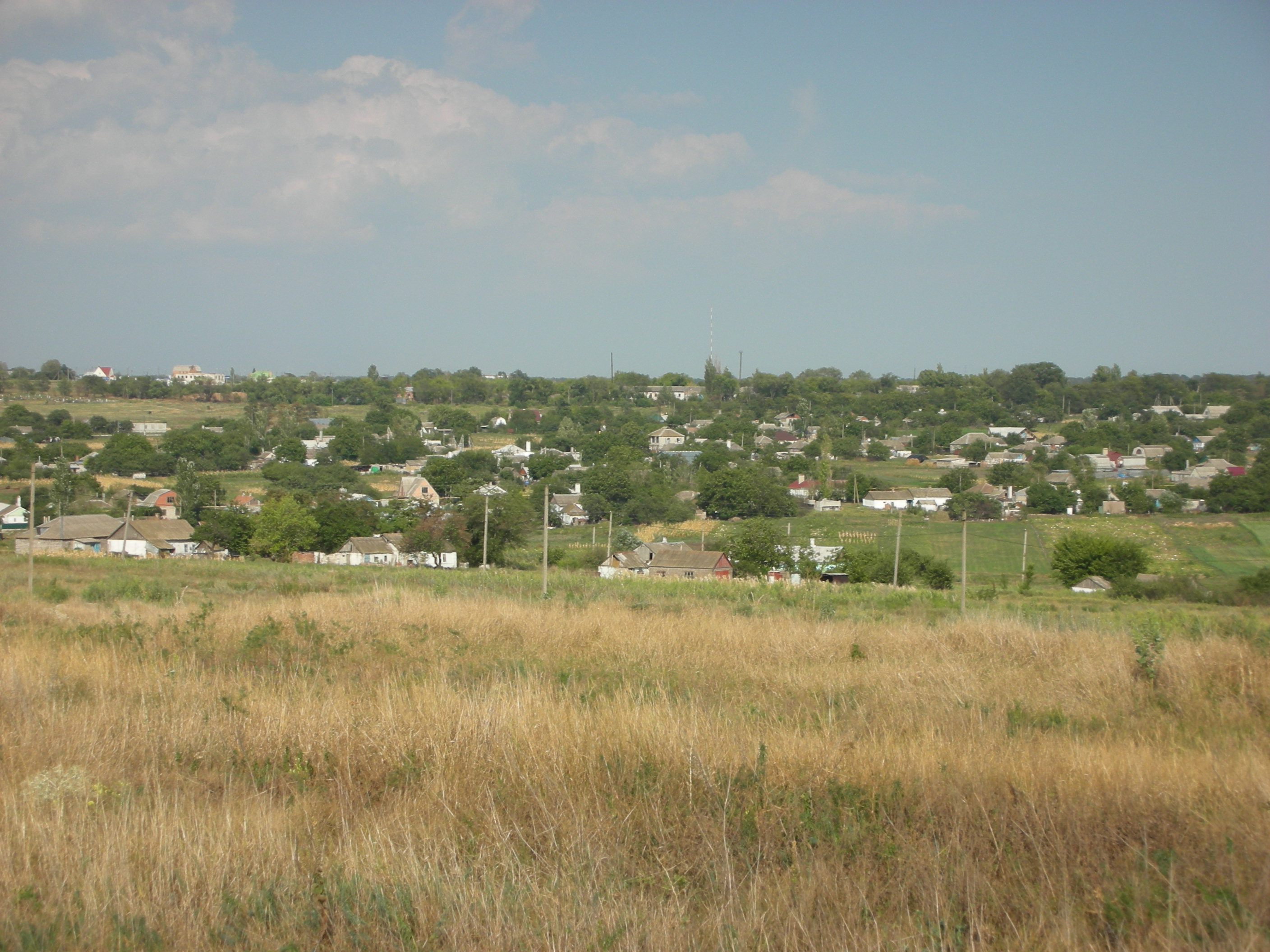
Die Ortschaft Manhusch

## Geographie
Manhusch liegt am Ufer der Mokra Bilosarajka (Мокра Білосарайка), einem 10 km langen Zufluss zum Asowschen Meer im Zentrum des Rajons Manhusch 127 km südwestlich vom Oblastzentrum Donezk und 20 km westlich von Mariupol. Die Gemeinde liegt an der Fernstraße M 14, die von Berdjansk nach Mariupol führt.

## Geschichte
Die Siedlung wurde im Jahre 1778 mit dem Namen Manhusch gegründet. Im Jahr 1969 erhielt das Dorf den Status einer Siedlung städtischen Typs. Von  7. Juni 1946 bis 27. März 1995 hieß die Ortschaft Perschotrawnewe und bekam dann ihren historischen Namen zurück. Der gleichnamige Rajon trug dann noch bis 2016 diesen Namen und nicht, wie ansonsten, den Namen der Ortschaft des Verwaltungssitzes.
Im April 2022, während des russischen Überfalls auf die Ukraine, wurde berichtet, dass in der Stadt ein Massengrab aus dreihundert Gruben angelegt worden sein soll. Es wird angenommen, dass in den Massengräbern Leichen begraben wurden, die bei der Belagerung des nahe gelegenen Mariupol entwendet wurden. Die Zahl der Toten wurde auf bis zu 9000 Personen geschätzt. Diese Informationen ergaben sich aus der Auswertung von Satellitenbildern.

## Verwaltungsgliederung
Am 12. Juni 2020 wurde die Siedlung zum Zentrum der neugegründeten Siedlungsgemeinde Manhusch (Мангушська селищна громада/Manhuschska selyschtschna hromada). Zu dieser zählen auch die Siedlung städtischen Typs Jalta sowie die 15 in der untenstehenden Tabelle aufgelisteten Dörfer, bis dahin bildete sie die gleichnamige Siedlungsratsgemeinde Manhusch (Мангушська селищна рада/Manhuschska selyschtschna rada) im Zentrum des Rajons Manhusch.
Am 17. Juli 2020 wurde der Ort ein Teil des Rajons Mariupol.
Folgende Orte sind neben dem Hauptort Manhusch Teil der Gemeinde:
| Name                     | Name               | Name                                     |
| ukrainisch transkribiert | ukrainisch         | russisch                                 |
| ------------------------ | ------------------ | ---------------------------------------- |
| Asowske                  | Азовське           | Азовское (Asowskoje)                     |
| Babach-Tarama            | Бабах-Тарама       | Бабах-Тарама                             |
| Bilosarajska Kosa        | Білосарайська Коса | Белосарайская Коса (Belosaraiskaja Kosa) |
| Burjakowa Balka          | Бурякова Балка     | Буряковая Балка (Burjakowaja Balka)      |
| Hlyboke                  | Глибоке            | Глубокое (Glubokoje)                     |
| Jalta                    | Ялта               | Ялта                                     |
| Jurjiwka                 | Юр'ївка            | Юрьевка (Jurjewka)                       |
| Melekine                 | Мелекіне           | Мелекино (Melekino)                      |
| Demjaniwka               | Дем'янівка         | Демьяновка (Demjanowka)                  |
| Komyschuwate             | Комишувате         | Камышеватое (Kamyschewatoje)             |
| Ohorodnje                | Огороднє           | Огородное (Ogorodnoje)                   |
| Portiwske                | Портівське         | Портовское (Portowskoje)                 |
| Sachariwka               | Захарівка          | Захаровка (Sacharowka)                   |
| Starodubiwka             | Стародубівка       | Стародубовка (Starodubowka)              |
| Ukrajinka                | Українка           | Украинка (Ukrainka)                      |
| Ursuf                    | Урзуф              | Урзуф                                    |

## Bevölkerung
| 1959 | 1970 | 1979 | 1989 | 2001 | 2013 | 2019 | 2022 |
| ---- | ---- | ---- | ---- | ---- | ---- | ---- | ---- |
| 5578 | 6179 | 7002 | 7467 | 8468 | 8234 | 8007 | 7731 |

Quelle

## Söhne und Töchter des Orts
- Irina Popowa (* 1961), sowjetische bzw. russische Historikerin, Sinologin und Hochschullehrerin